# 鈴木伊織
鈴木 伊織（すずき いおり、1997年12月3日 - ）は、広島県出身の、日本人の女子柔道選手である。階級は78kg級。身長166cm。血液型はB型。段位は参段。組み手は右組み。得意技は袖釣込腰。母親はハンドボールの元日本代表選手。環太平洋大学を卒業後は日本エースサポートに所属し現在は退職済み。

## 経歴
柔道は6歳の時に可部道場で始めた。高陽落合柔道教室に所属していたこともあった。小学校5年生の時には全国少年柔道大会の団体戦で1学年上の香川大吾らとともに活躍して3位になった。全国小学生学年別柔道大会の40kg超級では5位となった。6年生の時には45kg超級に出場するが予選リーグで敗れた。なお、母親がスパルタ教育志向であったために、｢勝負の世界に入ったらとにかく勝て｣とよく言われた。
阿部一二三を何度も投げ飛ばしていた鍋倉那美に誘われて中学は愛知県にある大成中学に進むと、大石道場に所属することとなった。当時はマイペースな性格のために寝坊して制服もまともに着ないで学校にかけつけた時には、1ヶ月ほど道場から締め出されたこともあった。一方、同じくらいの力を持った相手と1～2時間乱取りを続ける練習を繰り返したことで、体力や忍耐力などを含めてどんな自信も付くようになったという。
2年生の時には全国中学校柔道大会57kg級で帝京中学3年の西尾直子に判定で敗れて5位、団体戦でも2位にとどまった。近代柔道杯団体戦では大成のメンバー6名のうち、1人だけ全日本の強化指定選手でなかったにもかかわらず、6試合全てを一本勝ちしてチームを優勝へ導くとともに、一本勝ち大賞にも選ばれた。3年の全日本カデでは決勝で帝京高校1年の西尾を3-0の判定で破って優勝した。全国中学校柔道大会では決勝で広陵中学3年の村井惟衣に0-3の判定で敗れて2位に終わるが、団体戦では優勝を飾った。続くマルちゃん杯団体戦でも優勝して、中学団体3冠（近代柔道杯、全国中学校柔道大会、マルちゃん杯）を達成した。さらに、アジアユースでも優勝を果たした。
大成高校に進むと、1年の時には全日本カデの準決勝で西尾に指導2で敗れて3位だった。インターハイでは団体戦で3位になった。全国高校選手権では無差別に出場して5位に入ると、団体戦でも3位になった。
2年の時には2階級上の70kg級でインターハイ個人戦の出場を狙ったが、県予選決勝で同級生の中江美裕に有効で敗れた。インターハイの団体戦では決勝で東大阪大敬愛高校と対戦して、大将戦で78kg超級の斉藤芽生に勝利するもチームは敗れて2位にとどまった。その後さらに階級を78kg級に上げると、全日本ジュニアでは準決勝で三井住友海上の高山莉加に腕挫十字固で敗れて3位だった。全国高校選手権の無差別では決勝まで進むが、78kg超級の選手である帝京高校2年の荒谷莉佳子に上四方固で敗れた。団体戦では決勝で埼玉栄高校と対戦して、大将戦で78kg超級の冨田若春と引き分けるも、先鋒戦で黒木七都美が敗れていたためにチームは2位にとどまった。
3年の時にはロシアジュニア国際でオール一本勝ちの優勝を飾った。名古屋で開催された東アジア選手権では、決勝で山梨学院大学1年の泉真生を払巻込の有効で破って優勝した。金鷲旗では決勝で敬愛高校と対戦すると、大将戦で78kg超級の児玉ひかるに有効を取られて2位に終わった。インターハイの個人戦では決勝で淑徳高校3年の浜未悠を崩上四方固で破って優勝した。団体戦では決勝の敬愛高校戦で児玉に指導2で敗れたものの、チームメイトの鍋倉那美が技ありで勝利したことで、個人戦との2冠を達成した。これにより、中学団体3冠を達成したメンバー（鍋倉、中江）で高校においてもようやく全国優勝を果たすことになった。9月の全日本ジュニアでは準決勝で東海大学1年の佐藤杏香に指導1で敗れて3位にとどまった。10月の国体少年女子の部では準決勝で福岡県チームと対戦して児玉に敗れたものの、鍋倉が勝利したことで決勝へ進むと、鹿児島県チームとの対戦では鹿児島情報高校3年の青柳麗美を得意の袖釣込腰で破りチームを優勝に導いた。なお、中学時代から1年に1-2度は同じ愛知県内にある至学館大学のレスリング部へ赴いて、オリンピックで3連覇を果たした吉田沙保里などと練習を行っていた。
2016年には環太平洋大学へ進学した。柔道部の総監督であるバルセロナオリンピック71kg級金メダリストの古賀稔彦は鈴木について、｢この階級では小柄だが、背負投や袖釣込腰を得意にするスタイルはとても有効｣、監督の矢野智彦は｢負けん気や意地が強くて、誰が相手であろうと食ってやろうと牙を向くタイプ｣とそれぞれ評している。1年の時には6月の優勝大会決勝の山梨学院大学戦で新添左季に内股で敗れてチームも2位にとどまった。9月の全日本ジュニアでは初戦で開始早々、足取りの反則負けを喫した。10月の学生体重別では決勝で山梨学院大学の山中満紀に敗れた。
2年の時には全日本選手権の2回戦でリオデジャネイロオリンピック78kg超級銅メダリストであるミキハウスの山部佳苗と対戦すると、先に得意の袖釣込腰を仕掛けるなど優勢に試合を進めるが、GSを含めて10分を超える戦いの末に場外指導により反則負けを喫した。優勝大会と全日本ジュニアと国体では3位だった。体重別団体では決勝の山梨学院大学戦で泉真生に反則負けすると、チームも2位にとどまった。講道館杯では準々決勝で自衛隊体育学校の濱田尚里に腕緘で敗れると、その後の3位決定戦でも泉に技ありで敗れて5位にとどまった。
3年の時には体重別初戦でコマツの佐藤瑠香に反則負けを喫した。学生優勝大会の初戦で敗れた。学生体重別では決勝で泉に合技で敗れて2位だった。
4年の時には学生体重別で3位だったが、講道館杯では3回戦で敗れた。続いてルーマニアのU-CSMクルジュ＝ナポカの一員としてヨーロッパクラブ選手権の70㎏超級に出場すると、アン＝ファトゥマタ・ンベロなど78㎏超級の選手に3戦全勝してチームは3位となった。
2020年からは日本エースサポートの所属となった。講道館杯では初戦で敗れた。

## 戦績
- 2008年 - 全国少年柔道大会 3位
- 2008年 - 全国小学生学年別柔道大会 5位（40kg超級）

57kg級での戦績
- 2011年 - 全国中学校柔道大会 個人戦 5位、団体戦 2位
- 2012年 - 近代柔道杯 優勝
- 2012年 - 全日本カデ 優勝
- 2012年 - ドイツカデ国際 優勝
- 2012年 - 全国中学校柔道大会 個人戦 2位、団体戦 優勝
- 2012年 - マルちゃん杯 優勝
- 2012年 - アジアユース 優勝
- 2013年 - 全日本カデ 3位
- 2013年 - インターハイ 団体戦 3位
- 2014年 - 全国高校選手権 個人戦 5位、団体戦 3位
- 2014年 - 金鷲旗 3位
- 2014年 - インターハイ 団体戦 2位

78kg級での戦績
- 2014年 - 全日本ジュニア 3位
- 2014年 - 講道館杯 7位
- 2015年 - 全国高校選手権 個人戦 2位、団体戦 2位
- 2015年 - ロシアジュニア国際 優勝
- 2015年 - 東アジア選手権 優勝
- 2015年 - 金鷲旗 2位
- 2015年 - インターハイ 個人戦 優勝、団体戦 優勝
- 2015年 - 全日本ジュニア 3位
- 2015年 - 国体少年女子の部 優勝
- 2016年 - オーストリアジュニア国際 2位
- 2016年 - 優勝大会 2位
- 2016年 - 学生体重別 2位
- 2017年 - 優勝大会 3位
- 2017年 - 全日本ジュニア 3位
- 2017年 - 学生体重別 3位
- 2017年 - 国体 3位
- 2017年 - 体重別団体 2位
- 2017年 - 講道館杯 5位
- 2018年 - 学生体重別 2位
- 2019年 -　学生体重別　3位
- 2019年 - ヨーロッパクラブ選手権　3位

（出典、JudoInside.com）。